# Biserica de lemn din Groși, Neamț

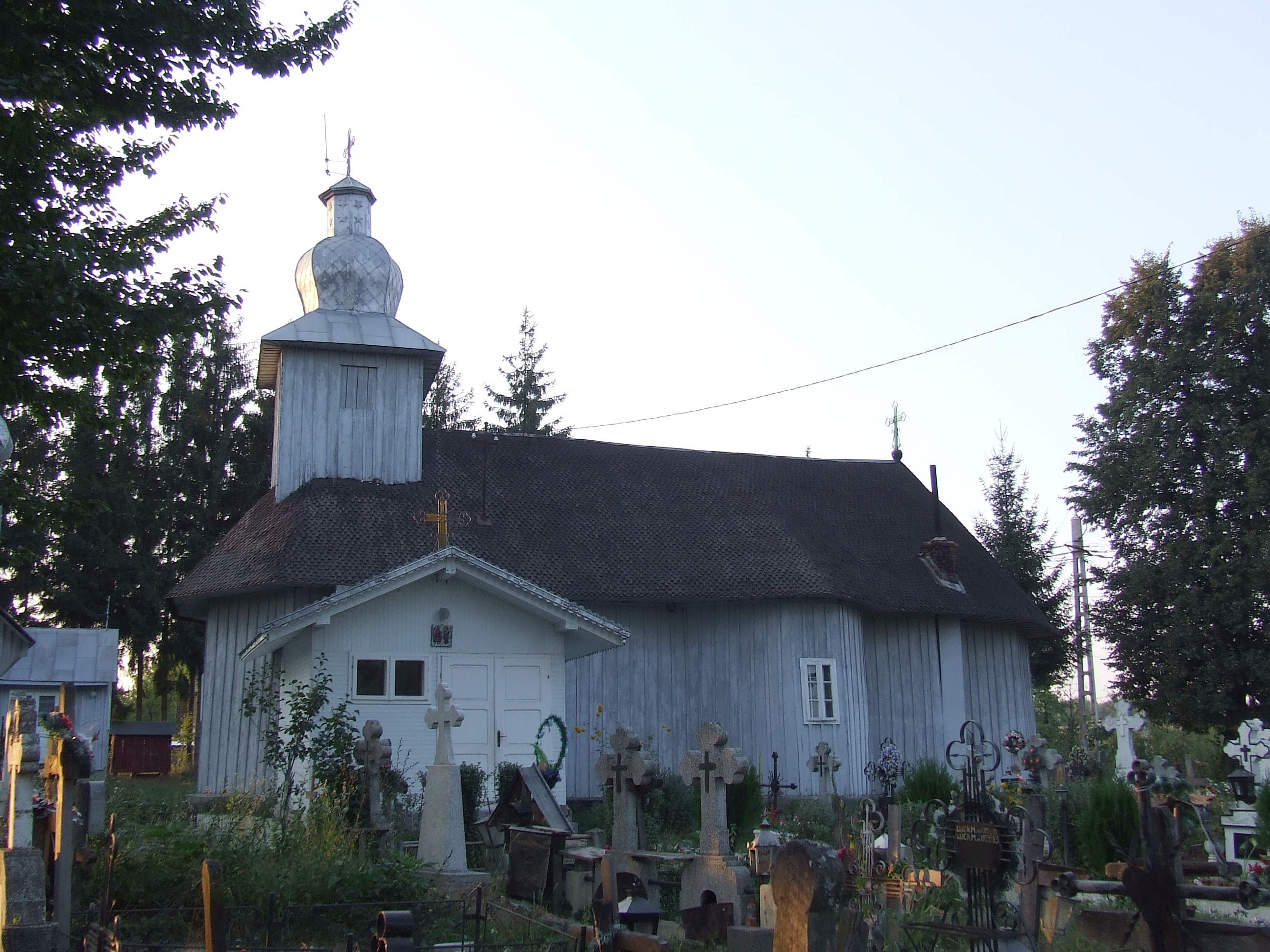
Biserica de lemn din Groşi, județul Neamț, 2009

Biserica de lemn din Groși, județul Neamț, a fost construită în anul 1806. Biserica se află pe noua listă a monumentelor istorice sub codul LMI:  NT-II-m-A-10625.

## Istoric
Din discuțiile cu bătrânii satului, se poate afla că biserica a fost construită în anul 1806, de către preotul Cozma împreună cu părintele Vasile, pe pământul donat de boierul Slăvescu din Baia, cu lemnul tăiat din cuprinsul așezării.
Biserica avea inițial un acoperiș mult mai jos, cu pridvorul foarte mic, unde erau și clopotele, cu intrarea prin partea de apus, până în anul 1896-1904, când părintele Onișoru din Boroaia, ajutat de Covătaru Costache, un om înstărit din același sat, și de gospodarii satului Groși au înălțat biserica la forma actuală, au făcut turnul bisericii și clopote noi, au construit pridvorul și intrarea prin partea de sud, iar în partea de vest, au mărit naosul, biserica căpătând forma actuală. Tot între anii 1896-1904 a fost construită și catapeteasma actuală de către preotul Șofronie de la Mănăstirea Agapia Veche, care era pictor.   

## Preoții
Printre primii preoți care au slujit la această biserică a fost părintele Cozma și Vasile Apopi, apoi părintele Onișoru (1890-1910). Până în anul 1910, biserica aparținea parohiei Moișa. După moartea părintelui Onișoru, în anul 1910, a venit părintele Alexandru Varganici de la Târzia. El a servit până în anul 1920 când a fost înlocuit de fiul său, părintele Vasile Varganici, având și parohia Târzia. În anul 1925, când s-a făcut îndreptarea calendarului, era încă preot părintele Vasile Varganici, dar în anul 1926 a venit părintele Moldovanu de la Moișa, care a slujit până în anul 1936. 
În anul 1928 preotul Moldovanu ajutat de ilustrul învățător Tomegea Vasile de la plasa Boroaia cu prefectul județului Baia, Octav Ghilimei de loc tot din Boroaia, cu primarul comunei Brusturi (Ghe. Horia) au trecut biserica Sf. Voievozi Mihail și Gavril din Groși precum și biserica Sf. Ioan Botezătorul din satul Poiana, unde era preot Iosif Lupescu, în rândul monumentelor istorice, fiind reconfirmate și în anul 1954 de către Departamentul Cultelor și un delegat al raionului Tg. Neamț (regiunea Bacău) ca monumente istorice. În anul 1936, părintele este numit preot în satul Bărăști, comuna Boroaia iar în locul lui vine preotul Costică Cercel din Moișa, care avea ca și preotul Moldovanu și parohia Moișa până în anul 1943 când revine la parohie părintele Vasile Varganici, care are și Târzia și stă până în anul 1945 la venirea preotului Corduș Aurelian, de locul lui din comuna Sf. Ilie din Suceava care slujește timp de aproape 50 de ani, până în anul 1994 când iese la pensie de bătrânețe. Preotul Corduș a fost absolvent al vestitei facultăți de teologie din Cernăuți fiind numit după terminarea facultății preot in județul Ismail din Basarabia. A cunoscut ororile regimului comunist, a fost strămutat cu familia în iarna anului 1943 la o parohie din județul Bârlad de unde în anul 1945 a venit la biserica noastră și din 1951 și la biserica satului Poiana unde se stabilește cu familia până la moartea sa. Mai menționăm că din luna martie până în luna mai a anului 1944 când oamenii din satul nostru au fost evacuați de armata rusă până în luna septembrie a aceluiași an, la această biserică a slujit preotul Armașu din Basarabia care la slujba Învierii Domnului din anul 1944 a ținut o cuvântare cutremurătoare despre ororirile și prigoana comunismului împotriva bisericilor din Bucovina de Nord și din Basarabia  precum și de pe teritoriul întregii Rusii.
Ținem să reamintim că în manuscrisul adus de Toader C. Olaru de la curtea boierului Cazanir din Baia în anul 1935 pe care l-am menționat mai sus se arăta că biserica de la Fagii Groși a fost împroprietărită în anul 1812 de către boierul Slăvescu din comuna Baia cu suprafața de 8 fălci de pământ satul fiind până în anul 1880 pe moșia boierului din Baia. Deci secția bisericii este dată în anul 1812 înainte de  marea împroprietărire.
În anul 1976-1978 preotul Cordus împreună cu inimosul epitrop Ilisei V. Gavril cu foarte mari sacrificii, izgoniți și persecutați fiind, amenințați chiar si cu pușcăria de către șeful securității județului Neamț, Polac au reușit cu ajutorul lui Dumnezeu și al Sfintei Cruci să construiască actuala clopotniță.
În anul 1993 se începe de către preotul Cordus construcția casei de praznice (praznicarul) și se termina în anul 1995 de către preotul Nicolae Axintioi, urmașul preotului Cordus care a slujit din anul 1994 pana în toamna anului 1999, când este transferat la biserica din satul Nemțișori, comuna Vanatori de Neamt. La sfârșitul anului 1999 vine preotul Ovidiu Dediu care slujește la biserica noastră pana in anul 2004 când vine actualul preot Maftei Ovidiu.
În anul 2004 sub conducerea preotului Dediu, Dron Gheorghe Vasile din Târgu Neamț, fiu al satului Groși, fiul cântărețului bisericesc Gheorghe Dron începe refacerea în totalitate a pridvorului bisericii care era foarte vechi și sub conducerea preotului Maftei Ovidiu reușește să termine frumosul pridvor al bisericii.